# Vincent Caron
Pour les articles homonymes, voir Caron.
Vincent Caron, né le 7 septembre 1969 à Béthune en France, est un homme d'affaires et homme politique québécois d'origine française.
Il est député de Portneuf à l'Assemblée nationale du Québec sous la bannière de la Coalition avenir Québec depuis les élections générales du 1er octobre 2018. 

## Biographie
Vincent Caron naît le 7 septembre 1969 à Béthune, une ville située dans le Nord de la France, dans le département du Pas-de-Calais. Il est issu d'une famille ouvrière dont il est l'aîné de trois enfants. Son père est salarié dans un magasin de matériaux de construction tandis que sa mère travaille dans l'usine de pneus locale.

### Arrivée au Québec
Après avoir collaboré aux journaux La Voix du Nord et Nord Matin, il rejoint ensuite le Crédit social des Fonctionnaires à Paris.
Rêvant de grands espaces et du fleuve Saint-Laurent, Vincent Caron arrive au Québec en novembre 2000 et s'établit à Saint-Raymond où il fonde avec un associé, en janvier 2001, l'hôtel-restaurant Manoir du Lac Sept-Îles situé sur les rives de ce lac,.

### Carrière politique
Au début des années 1990, alors qu'il est encore en France, Caron, passionné de politique, travaille avec le député socialiste européen Jean-Marie Alexandre. Après sa traversée de l'Atlantique, il finit par s'impliquer politiquement auprès du Parti libéral du Québec. En 2014, il devient conseiller politique et directeur du bureau du député de Portneuf, Michel Matte.
Le 31 mars 2017, après une dizaine d'années à militer au sein des libéraux, le désormais président de l’association libérale de Portneuf quitte ce parti pour rejoindre la Coalition avenir Québec (CAQ) en n'excluant pas la possibilité d'être candidat pour ce parti à la prochaine élection. Cette venue à la CAQ cause cependant la démission de la présidente de l'association caquiste de Portneuf.
C'est ainsi que le 30 août 2017, le chef de la CAQ François Legault présente à Saint-Raymond Vincent Caron comme le candidat pour sa formation aux prochaines élections dans la circonscription de Portneuf. Le 1er octobre 2018, il est élu député de cette circonscription à l'Assemblée nationale du Québec.
Depuis son élection, il est élu président du caucus des députés du gouvernement de la Capitale-Nationale. Il est également membre de la Commission des transports et de l’environnement depuis le 30 novembre 2018, vice-président de la Commission de l’administration publique depuis le 4 décembre 2018, et vice-président de la Délégation de l’Assemblée nationale pour les Relations avec l’Assemblée nationale Française depuis le 22 octobre 2019.
Vincent Caron est réélu lors des élections du 3 octobre 2022.

## Résultats électoraux
|                                                                                               | Nom                     | Parti              | Nombre de voix | %      | Maj.  |
| --------------------------------------------------------------------------------------------- | ----------------------- | ------------------ | -------------- | ------ | ----- |
|                                                                                               | Vincent Caron (sortant) | Coalition avenir   | 15 412         | 47,4 % | 5 737 |
|                                                                                               | Jacinthe-Eve Arel       | Conservateur       | 9 675          | 29,7 % | -     |
|                                                                                               | Alexandre Mc Cabe       | Parti québécois    | 3 203          | 9,8 %  | -     |
|                                                                                               | Anne-Marie Melançon     | Québec solidaire   | 2 675          | 8,2 %  | -     |
|                                                                                               | Patrick Hayes           | Libéral            | 916            | 2,8 %  | -     |
|                                                                                               | Patrick Bourson         | Indépendant        | 608            | 1,9 %  | -     |
|                                                                                               | Karine Simard           | Démocratie directe | 40             | 0,1 %  | -     |
| Total                                                                                         | Total                   | Total              | 32 529         | 100 %  |       |
| Le taux de participation lors de l'élection était de 73,3 % et 359 bulletins ont été rejetés. |                         |                    |                |        |       |

|                                                                                               | Nom               | Parti               | Nombre de voix | %      | Maj.   |
| --------------------------------------------------------------------------------------------- | ----------------- | ------------------- | -------------- | ------ | ------ |
|                                                                                               | Vincent Caron     | Coalition avenir    | 15 994         | 54,3 % | 10 435 |
|                                                                                               | Philippe Gasse    | Libéral             | 5 559          | 18,9 % | -      |
|                                                                                               | Odile Pelletier   | Québec solidaire    | 3 364          | 11,4 % | -      |
|                                                                                               | Christian Hébert  | Parti québécois     | 2 727          | 9,3 %  | -      |
|                                                                                               | Guy Morin         | Conservateur        | 1 524          | 5,2 %  | -      |
|                                                                                               | Constance Guimont | Citoyens au pouvoir | 282            | 1 %    | -      |
| Total                                                                                         | Total             | Total               | 29 450         | 100 %  |        |
| Le taux de participation lors de l'élection était de 70,3 % et 621 bulletins ont été rejetés. |                   |                     |                |        |        |